# NINJA GAIDEN Σ2
『NINJA GAIDEN Σ2』（ニンジャ ガイデン シグマ2）は、テクモが2009年10月1日に発売したPlayStation 3専用ソフト。アメリカでは同年9月29日、ヨーロッパでは同年10月2日に発売。

Xbox 360専用ソフト『NINJA GAIDEN 2』の移植作品で、開発はTeam NINJAが担当。通称「ニンジャガ Σ2」「ニンガイ Σ2」。
『NINJA GAIDEN Σ』から引き続きレイチェル、『NINJA GAIDEN Dragon Sword』から紅葉（もみじ）、『NINJA GAIDEN』や『NINJA GAIDEN 2』にもゲストで登場しているあやねがプレイアブルキャラクターとして追加され、シリーズ初オンライン協力プレイ（Co-op）に対応。
ストーリーは『NINJA GAIDEN 2』の内容に加え、新武器＆新ボス＆キャラクターの追加、カメラ視点等のインターフェイスの改善など様々な追加要素がある。また、コラボ企画として、無双シリーズ登場キャラクターのコスチュームを収録。
ニンジャガシリーズではじめて、インストールをしないとゲームをプレイできないシステムを採用した作品でもある（前作NINJA GAIDEN 2まではインストールしなくてもプレイできた）。

## リリース
2009年9月17日、PlayStation Storeにて、あやねも操作可能な特別仕様の体験版が配信。
2009年11月13日、2009年11月19日より、PlayStation Storeにて「コスチュームパック」を800円（税込）で配信する事を発表。
2009年11月16日、バージョン1.01のアップデータを配信。
2013年2月28日初頭にPlayStation Vitaでリメイク版の「NINJA GAIDEN Σ2 PLUS」が発売。

## キャラクター

### プレイアブルキャラクター
リュウ・ハヤブサ
声 - 堀秀行
本シリーズの主人公。邪悪と戦い続ける宿命を持つ龍の忍者の末裔。まだ若いがその実力は相当であり、黒龍丸の一件から父ジョウ・ハヤブサより正式に龍剣を託された。敵対組織「地蜘蛛一族」が東京の摩天楼で暗躍しているという情報を掴みその場へ急行。そこで出会ったCIAのエージェント・ソニアから邪神復活の危機を知らされる。
多彩の近接武器を使用できるメインキャラクター、『Σ2』では新規の大剣「破砕牙・閻魔」が追加された。特殊手裏剣系と水中射撃武器は削除されているが、システム変更により移動撃ちが可能となり、リュウのみ通常手裏剣と近接武器を同時使用できる。
あやね（新規）
声 - 山崎和佳奈
前作ではムライの部下として活躍していたが、今作ではジョウに仕えている。その経緯は不明。ジョウに頼まれて地蜘蛛一族に奪われた龍の勾玉を奪還せんと単身敵地へ飛び込む。
霧幻天神流に伝わる一対の小太刀「風舞小太刀」や、爆弾としても使える「閃華クナイ」を武器とする。
レイチェル（RACHEL）（新規）
声 - 富沢美智恵
前作のヒロインであり魔神の血を引く女性。魔神ハンターを生業としており、リュウを追って辿り着いたアメリカで、かつて黒龍丸の一件で暗躍した重鬼卿の一人マルバスと遭遇。因縁を感じた彼女はマルバスを討つべく魔神の徘徊する都市を駆ける。
ハンマーを武器とするほか、忍法に似た術としてソーサリーを使い、どちらも『Σ』と異なる新装備となってる。また、射撃武器はワイヤーからマシンガンに変わり、壁走りも可能となった。
紅葉（もみじ）（新規）
声 - 皆口裕子
『Dragon Sword』のヒロイン。リュウの幼馴染である呉葉の妹であり、龍の巫女の末裔。里に不在のリュウに代わり地蜘蛛一族の襲来で行方不明となった子供サンジの捜索と救出に向かう。
武器である飛び道具「神楽弓」と、大薙刀「天龍薙刀」はいずれも龍の巫女に代々受け継がれてきたものである

### ゲストキャラクター
ソニア
声 - 鈴木麻里子
今作のヒロインであり、CIAのエージェント。邪神復活の危機を知りリュウに協力を要請する。リュウのような超人的な能力は持たないが、戦闘機やミサイルランチャーといった現代兵器で彼を援護する。
オリジナル版『2』と同様彼女の正体は劇中では語られていないが、後の作品では「リブート版『NINJA GAIDEN』シリーズのアイリーン・ルゥ」として扱いされ、『3RE』及び『DEAD OR ALIVE Dimensions』に登場するアイリーンもソニアと同じく姿と声優をしている。
ジョウ・ハヤブサ
声 - 若本規夫
リュウの父で、隼一門の頭領。旧『忍者龍剣伝』シリーズと異なり、最終的には失明の状態で生存し、後の『3』でも登場。
『Σ2』ではオリジナル版に言及された「吸魔大戦」を描くボイス付きプロローグ漫画が追加された。
ムラマサ
声 - 青野武
伝説的な鍛冶屋。各地で彼の銅像を見ることができる。『Σ2』の紅葉チャプターにも登場、密かに彼女たちを狙う地蜘蛛忍者を倒してる。
サンジ(新規)
声 - 小松里歌
隼の里に住む子供。まだ幼いが、忍になるための訓練を受けており、戦いの心得を持つ。リュウを誘き出すための餌として天狗に攫われてしまう。
かすみ（新規）
声 - なし
あやねが御婆を倒した後、その場にあった建物の屋上に後姿で無言で立っている。あやねもかすみの存在には気づかずにその場を去る。
クリムゾン（新規）
声 - 佐藤正治
プロローグ漫画「吸魔大戦」のみ登場、吸血鬼として恐れられた魔族「吸魔族」のリーダーにあたる赤い魔神。ジョウはクリムゾンとの対決に負傷し、後の本編では傷を癒せない状態で幻心と対決することになる。

### 追加ボス
『Σ2』および『Black』の追加敵キャラクター達、いずれも追加チャプターのボスだが、マルバスと天狗は通常チャプターでも無印の色違いボスクリーチャーの代わりに登場。ステージ背景だった「地蜘蛛大仏 破天則」および「女神像」も追加ボスクリーチャーになったが、この二体のクリーチャーは『Black』にて登場しない。
天狗
声 - 麻生智久
日本の妖怪。リュウを誘き出すためにサンジを攫う。紅葉チャプターのボス。
赤と青二体がおり、『Black』におけるフルネームは「地蜘蛛赤天狗」および「地蜘蛛青天狗」
マルバス
声 - 堀之紀
かつて黒龍丸の一件で神聖皇帝に仕えていた重鬼卿の一人。復讐のためリュウを追ってアメリカへ辿り着く。レイチェルチャプターのボス。
御婆
声 - 江森浩子
『Dragon Sword』に初登場した、地蜘蛛一族の妖術師、『DS』同様魔神化され、『Black』の表記も「魔神御婆」。
『2』前半は行方不明だった龍の勾玉が、本作では御婆に奪ったとされ、あやねがそれを奪還し本来の展開に繋ぐ。強力な妖術を使うことで地蜘蛛一族の忍者達から恐れられている。
あやねチャプターのボス。三人の追加ボスキャラクターの中には唯一、リュウ編で登場しないが、後の『3』シリーズで再登場。
地蜘蛛大仏 破天則
「東京摩天楼」の追加ボス、その名の通り大仏型のロボット兵器。チャプター中盤の対決で半壊されるが、闇の羅刹撃破の後で再登場して本チャプターの大ボスとなった。
女神像
「囚われの女神」の追加ボス、雷のアレクセイの術で大ボスとなった自由の女神像。女神像に直接攻撃ではなく、射撃武器で像の鎖を破壊することが目的。鎖が破壊された女神像は海に沈んだが、マルバスがレイチェルに撃退された後は元の位置に戻される。
黒龍
『2』のボスである2体キングクアトルの代わりに配置された、『Σ2』以降各バージョンの「密林の黙示録」大ボス。黒龍丸の破片から作り上げた龍。

## NINJA GAIDEN Σ2 PLUS
『NINJA GAIDEN Σ2』をベースにPlayStation Vita用ゲームとして開発され、2013年2月28日に発売された。 アレンジ移植である『ΣPLUS』とは違い、なるべくPS3版に近い移植を目指すためか追加要素が少なく、処理落ちや一部ステージとモードがクリア困難になる問題点も出てくる（後述のリマスター版で改善された）。

### 主な変更点
- アシスト機能付きの初心者向け難易度「ヒーローモード」が追加。
- 一部の射撃武器はタッチ操作に対応。
- オンラインプレイ非対応、TEAM MISSIONはリアルタイム操作するキャラクターを切り替えるTAG MISSIONに変更。
- 制限時間以内にマップを走破するモード「NINJA　RACE」が追加。

## NINJA GAIDEN: Master Collection
2021年6月10日に発売されたHDリマスター版コレクション作品『NINJA GAIDEN: Master Collection』では、『NINJA GAIDEN Σ2』はその収録作の一つである。

### 主な変更点
- 内容は『Σ2+』をベースにしているので、同じくオンラインは非対応。
- 全ダウンロードコンテンツコスチュームが最初から実装された。
- 機種によっては4K解像度および60FPSに対応する。
- 残虐演出は日本版仕様に統一された。

## スタッフ
- プロデューサー兼ディレクター：早矢仕洋介

2014年現在Team NINJAリーダーを務め、本作でプロデューサーを兼任したディレクター・早矢仕洋介は、「NINJA GAIDEN Σ2の開発スタッフは、原作のNINJA GAIDEN 2と同じである」と発言したが、実際に発売された製品のスタッフクレジットには、原作とは異なる開発者の名前が並んでおり、原作のNINJA GAIDEN 2の主要な開発者は数十人規模で退職し、新会社「ヴァルハラゲームスタジオ」を設立していた。